# Tengo que calmarme
Tengo que calmarme es el título del primer álbum de estudio del cantautor franco-español Pol Granch. Fue lanzado el 26 de junio de 2020 por medio de la discográfica Sony Music España y contiene un total de 13 canciones.

## Antecedentes
Tengo que calmarme corresponde al álbum debut de Pol Granch, quien en 2018 ganó en el programa de televisión Factor X España. A pesar de ser su primer álbum de estudio, este es su segundo proyecto, siendo el primero un EP lanzado en 2019. “Tengo que esforzarme, tengo que relajarme, tengo que confiar más en mí… tengo que calmarme”, comenta Granch en una entrevista para Sony Music España, dándole origen al nombre del álbum.

## Promoción
Pol Granch anunció el 26 de mayo de 2020, a través de sus redes sociales, la fecha de lanzamiento de su primer álbum de estudio, que sería publicado el 26 de junio de 2020.

### Sencillos
El primer sencillo del álbum es «Te quiodio», anunciado el 19 de agosto del 2019 y publicado el 23 de agosto de 2019. La canción habla sobre la bipolaridad de las relaciones, mezclando el odio y el amor. El vídeo musical de la canción se estrenó el mismo día.
El segundo sencillo del álbum se titula «M conformo», fue publicado el 4 de diciembre de 2019, siendo anunciado el 3 de diciembre, un día previo a su estreno. La canción tiene por tema principal, el conformarse solo con los besos de alguien más, sin ir más lejos en la relación. El mismo día se estrenó el video musical que acompaña a la canción.
El tercer sencillo, llamado «En llamas», cuenta con la participación Natalia Lacunza, conocida por su participación en Operación Triunfo 2018. La canción fue publicada el 6 de febrero de 2020, anunciada con un día de anticipación. El vídeo musical de la canción se estrenó el mismo día  y y gira en torno a una pareja de humanos que posee poderes paranormales. La canción alcanzó el puesto 91 en España.
El 10 de marzo de 2020, Granch anuncia "Millonario", el cuarto sencillo del álbum, programado para lanzarse el 13 de marzo de 2020. Con "Millonario", Granch, busca hacernos volver al adolescente que llevamos dentro, además, revela que se siente afortunado por el amor recibido pero que ha sido egoísta. El vídeo musical que acompaña la canción se estrenó el mismo día y fue dirigido por el director Mario Arenas.
El quinto sencillo del álbum, "Tengo que calmarme", publicado el 29 de mayo de 2020 y anunciado el 27 de mayo de 2020, es considerado el sencillo principal del álbum. La canción habla de los amores que llegan cuando uno menos lo espera . El mismo día que se lanzó la canción, se publicó su respectivo vídeo musical.
El sexto y último sencillo del álbum lleva como nombre "Chocolatito", publicado el 24 de junio de 2020, dos días previos al lanzamiento del álbum. La canción habla de estar con alguien sabiendo que ese alguien estaría mejor con otra persona. Al igual que con los otros sencillos, Granch, publicó el video musical el mismo día junto con la canción. En el video, el cantante, se muestra con una estética andrógina, rompiendo los roles de género, lo cual lo hizo sentir liberado, comenta Granch.

## Lista de canciones
| Tengo que calmarme |                                   |                                     |                                 |          |  |
| N.º                | Título                            | Escritor(es)                        | Productor(es)                   | Duración |  |
| 1.                 | «Tengo que calmarme»              | Pol Granch, Paco Salazar            | Paco Salazar                    | 2:48     |  |
| 2.                 | «Humanos»                         | Granch                              | Salazar                         | 3:39     |  |
| 3.                 | «M conformo»                      | Granch                              | Diogo Piçarra                   | 3:26     |  |
| 4.                 | «En llamas» (con Natalia Lacunza) | Granch, Luis Sansó, Natalia Lacunza | Luichi Boy, Iñaki de las Cuevas | 3:25     |  |
| 5.                 | «Arráncame la piel»               | Granch                              | Salazar                         | 2:59     |  |
| 6.                 | «Millonario»                      | Granch, Piçarra                     | Piçarra                         | 3:09     |  |
| 7.                 | «Pizza fría»                      | Granch, Sansó, ODDLIQUOR            | Luichi Boy, ODDLIQUOR           | 3:29     |  |
| 8.                 | «El más caro»                     | Granch                              | Iñaki de las Cuevas             | 3:14     |  |
| 9.                 | «Chocolatito»                     | Granch, Sansó                       | Luichi Boy, Iñaki de las Cuevas | 2:59     |  |
| 10.                | «Martes 13»                       | Granch, Sansó                       | Luichi Boy, Iñaki de las Cuevas | 2:59     |  |
| 11.                | «Te quiodio»                      | Granch, Don Patricio, LOWLIGHT      | LOWLIGHT                        | 2:31     |  |
| 12.                | «Héroïne»                         | Granch, Emilio Mercader             | Emilio Mercader                 | 3:39     |  |
| 13.                | «Rojo puro infierno»              | Granch, Sansó, René Carlos          | Luichi Boy, René Carlos         | 3:22     |  |
| 41:45              |                                   |                                     |                                 |          |  |

## Personal
Vocales
- Pol Granch – voz principal
- Natalia Lacunza –  voz principal (pista 4)

Producción
- Luichi Boy – producción (pistas 4, 7, 9, 10, 13)
- Iñaki de las Cuevas – producción (pistas 4, 8, 9, 10)
- Paco Salazar – programación, producción (pistas 1, 2, 5)
- Diogo Piçarra – producción (pistas 3, 6)
- ODDLIQUOR – producción (pista 7)
- LOWLIGHT – producción (pista 1)
- Emilio Mercader – producción (pista 12)
- René Carlos – producción (pista 13)
- Carlos Hernández Carbonell – ingeniero de masterización
- Felipe Guevara – ingeniero de mezcla

## Posicionamiento en listas
Posiciones obtenidas por Tengo Que Calmarme
| País   | Lista           | Máxima posición |
| ------ | --------------- | --------------- |
| España | Top 100 Álbumes | 12              |

Posiciones obtenidas por canciones del álbum
| Canción                           | País   | Máxima posición | Certificación |
| --------------------------------- | ------ | --------------- | ------------- |
| Te Quiodio                        | España | —               | Oro           |
| En Llamas (feat. Natalia Lacunza) | España | 91              | —             |

## Historial de lanzamiento
| Región | Fecha                   | Formato                         | Discográfica      |
| ------ | ----------------------- | ------------------------------- | ----------------- |
| Mundo  | 26 de junio de 2020     | CD, descarga digital, streaming | Sony Music España |
| España | 13 de noviembre de 2020 | Vinilo                          | Sony Music España |